# 迪河畔班戈賽馬場
迪河畔班戈賽馬場（Bangor-on-Dee Racecourse）是一座位於威爾士迪河畔班戈的純血馬賽馬場。 該賽馬場沒有正面看臺。 迪河畔班戈賽馬場成立於1859年2月。

## 外部連結
- Official website （页面存档备份，存于）
- Bangor Point-to-Point website
- Course guide on GG.COM
- Course guide on Drawbias.com （页面存档备份，存于）
- Course guide on At The Races